# Xhavit Haliti
Xhavit Haliti (ur. 8 marca 1956 w Novo Sellë) – kosowski filolog i albanista, deputowany do Zgromadzenia Kosowa z ramienia Demokratycznej Partii Kosowa, wiceprzewodniczący parlamentu, żołnierz UÇK.

## Życiorys
Ukończył studia z zakresu albanistyki na Uniwersytecie Tirańskim i Unwiersytecie w Prisztinie. W latach 1987–1999 należał do Ludowego Ruchu Kosowa.
W 1993 roku dołączył do UÇK, gdzie w czasie wojny w Kosowie zarządzał logistyką.
Od 1999 roku należy do prezydium Demokratycznej Partii Kosowa. Reprezentował tę partię w Zgromadzeniu Kosowa, do którego uzyskał mandat w wyborach parlamentarnych z 2001 roku, skutecznie ubiegając się o reelekcję w latach 2004, 2007, 2010, 2014, 2017 i 2019.
W 2013 roku został przewodniczącym oddziału Demokratycznej Partii Kosowa w Peciu.

## Działalność przestępcza
Według raportu wojskowego sporządzonego w 2004 roku przez KFOR, Xhavit Haliti miał czerpać korzyści finansowe z wojny w Kosowie; był zaangażowany w przemyt broni i narkotyków oraz w przestępstwa związane z prostytucją, a jeden z prisztińskich hoteli wykorzystywał jako bazę wojskową; w raporcie wspomniano również o jego powiązaniach z albańską mafią oraz o podporządkowaniu sobie Hashima Thaçiego, przyszłego premiera, następnie prezydenta Kosowa. Był podejrzany o udział w dwóch morderstwach z końca lat 90.; ofiarami byli jeden z polityków przeciwnych Halitiemu oraz kosowski dziennikarz Ali Uka zamordowany w Tiranie.
Ze względu na zakaz wstępu do kilku państw (między innymi do Stanów Zjednoczonych) posługuje się sfałszowanym paszportem.

## Życie prywatne
Żonaty, ojciec dwóch córek i syna. Mieszka w Prisztinie.
Deklaruje znajomość języka serbskiego, niemieckiego i angielskiego.